# Ernst Lichtenhahn
Ernst Lichtenhahn (* 4. Januar 1934 in Arosa; † 29. April 2019 in Basel) war ein Schweizer Musikwissenschaftler.
Lichtenhahn, dessen Vater Fritz Lichtenhahn (1881–1935) Arzt und Leiter eines Kinder-Kurhauses im Aroser Haus Belmont war, studierte von 1956 bis 1966 Musikwissenschaft, deutsche Literaturwissenschaft und Geschichte an der Universität Basel. Neben dem Studium an der Universität absolvierte er an der Musik-Akademie Basel eine Ausbildung in Schulmusik, die er 1959 abschloss. 1966 promovierte er bei Leo Schrade über das Dichterische im Werk Robert Schumanns. Seit 1968 war er als Lehrbeauftragter für Instrumentenkunde an der Universität Basel tätig. 1969 wurde er zusätzlich auf eine ausserordentliche Professur an der Universität Neuenburg berufen. 1974 habilitierte er sich mit einer Arbeit über die romantische Auffassung der Kirchenmusik. Von 1982 bis 1999 wirkte er – gleichzeitig mit Max Lütolf – als Professor an der Universität Zürich. Bis 1985 war er ausserordentlicher, danach ordentlicher Professor. 1991 gründete er dort das Musikethnologische Archiv. Er war von 1974 bis 1996 Präsident der Schweizerischen Musikforschenden Gesellschaft. Nach seinem Rücktritt wurde er zu deren Ehrenpräsident ernannt.
Seine Forschungen und Publikationen betrafen besonders die Musik und Musikästhetik des 18. und 19. Jahrhunderts, das Musiktheater des 20. Jahrhunderts, die musikgeschichtlichen Beziehungen zwischen Frankreich und Deutschland und die Musikethnologie Afrikas.
Ernst Lichtenhahn war der Bruder des Schauspielers Fritz Lichtenhahn, ein Urgrossneffe von Johann Karl Lichtenhahn sowie ein Ururgrossneffe von Ernst Ludwig Lichtenhahn.